# Gertrudis de San Ildefonso
Gertrudis de San Ildefonso (nació en Quito, Ecuador en 1651 y murió el 29 de enero de 1709) Fue una mujer religiosa importante de finales del siglo XVI y principios del XVII, quien fuera conocida por impulsar el culto a la Virgen del Amparo en el Virreinato de Perú. 

## Nuestra Señora del Amparo
La historia del origen de la devoción a Nuestra Señora del amparo empezó del oratorio de Sor Gertrudis había un cuadro que presentaba ciertas manchas. Para limpiarlas, Gertrudis se dio cuenta de que estas manchas iban tomando forma de cuerpo, hasta que lograron ver “una hermosa imagen de María Santísima, con el Niño Jesús al lado izquierdo. Pero a la figura del Niño de faltaba el brazo izquierdo”.
Se pidió que los mejores pintores completen el cuadro pero al día siguiente de haberlo pintado se dieron cuenta de que su trabajo había desaparecido. Un día después de esto se dieron cuenta de que el brazo apareció por si solo en el cuadro, ahora milagroso. Quedaron muy sorprendidos y Gertrudis pidió que se le pusiera una advocación, concordando todos en “Santa Imagen de Nuestra Señora del Amparo”.
La ahora venerable Gertrudis escribió varios libros de salves, letanías y oraciones. Sus libros contienen grabados de importancia histórica sobre la cultura de la Real Audiencia de Quito.